# Ga Quảng Trị
Ga Quảng Trị là một nhà ga xe lửa tại phường 1, thị xã Quảng Trị, tỉnh Quảng Trị. Nhà ga là một điểm trên tuyến đường sắt Bắc Nam tiếp nối sau ga Đông Hà và trước ga Diên Sanh. Lý trình ga: Km 633 + 900.